# Dendroceratida
De Dendroceratida vormen een orde binnen de klasse der Demospongiae (gewone sponzen). Deze orde bevat circa 180 soorten.

## Kenmerken
Zij worden over het algemeen gekenmerkt door concentrische lagen organische vezels en grote "kamers".

## Verspreiding en leefgebied
Ze worden teruggevonden over de hele wereld, meestal aan ondiepe kusten en in getijdegebieden. 

## Families
- Darwinellidae Merejkowsky, 1879
- Dictyodendrillidae Bergquist, 1980